# Udalla
Udalla es una localidad española del municipio de Ampuero, perteneciente a la comunidad autónoma de Cantabria. 

## Geografía
La localidad está situada a 44 m s. n. m. y a 5 kilómetros de la capital municipal, Ampuero. A unos 800 m de la localidad, cruzando el río Asón, se encuentra la estación de tren de Udalla, gestionada por Adif y operada por Renfe Cercanías AM.

## Historia
Hacia mediados del siglo XIX, el lugar, ya por entonces perteneciente a Ampuero, tenía contabilizada una población de 225 habitantes. Aparece descrito en el decimoquinto volumen del Diccionario geográfico-estadístico-histórico de España y sus posesiones de Ultramar de Pascual Madoz con las siguientes palabras:

UDALLA: l. en la prov. y dióc. de Santander (6 leg.), part. jud. de Laredo (2), aud. terr. y c. g. de Búrgos (22), ayunt. de Marron. sit. en terreno desigual; su clima es algo frio, sus enfermedades mas comunes dolores de costado, pulmonias y reumas. Tiene 45 casas, distribuidas en los barrios de Llanderal, la Calle, la Barcena y Vulco; escuela de primeras letras frecuentada por 20 niños; igl. parr. (Sta. Maria) servida por un cura; una ermina (San Roque), y buenas aguas potables. Confina con Hoz de Marron, Rasines, San Bartolomé y Bermeo; en su térm. se encuentran los desp. de Rugrande, Urdiague, Abortosa y una mina de carbon de piedra. El terreno es de buena calidad y le fertilizan las aguas del r. Marron. Los caminos son locales; recibe la correspondencia de la Nestosa. prod.: granos, vino chacolí, castañas y otras frutas, patatas y pastos; cria ganado vacuno, cabrio, lanar y de cerda; caza mayor y menor, y pesca de salmones, truchas y angulas. ind.: 2 molinos harineros y el carboneo que se esporta, retornando vino y aceite. pobl.: 45 vec., 225 alm. contr.: con el ayuntamiento.
(Madoz, 1849, p. 204)

En 2023, la entidad singular de población de Udalla tenía empadronados 161 habitantes.

## Patrimonio

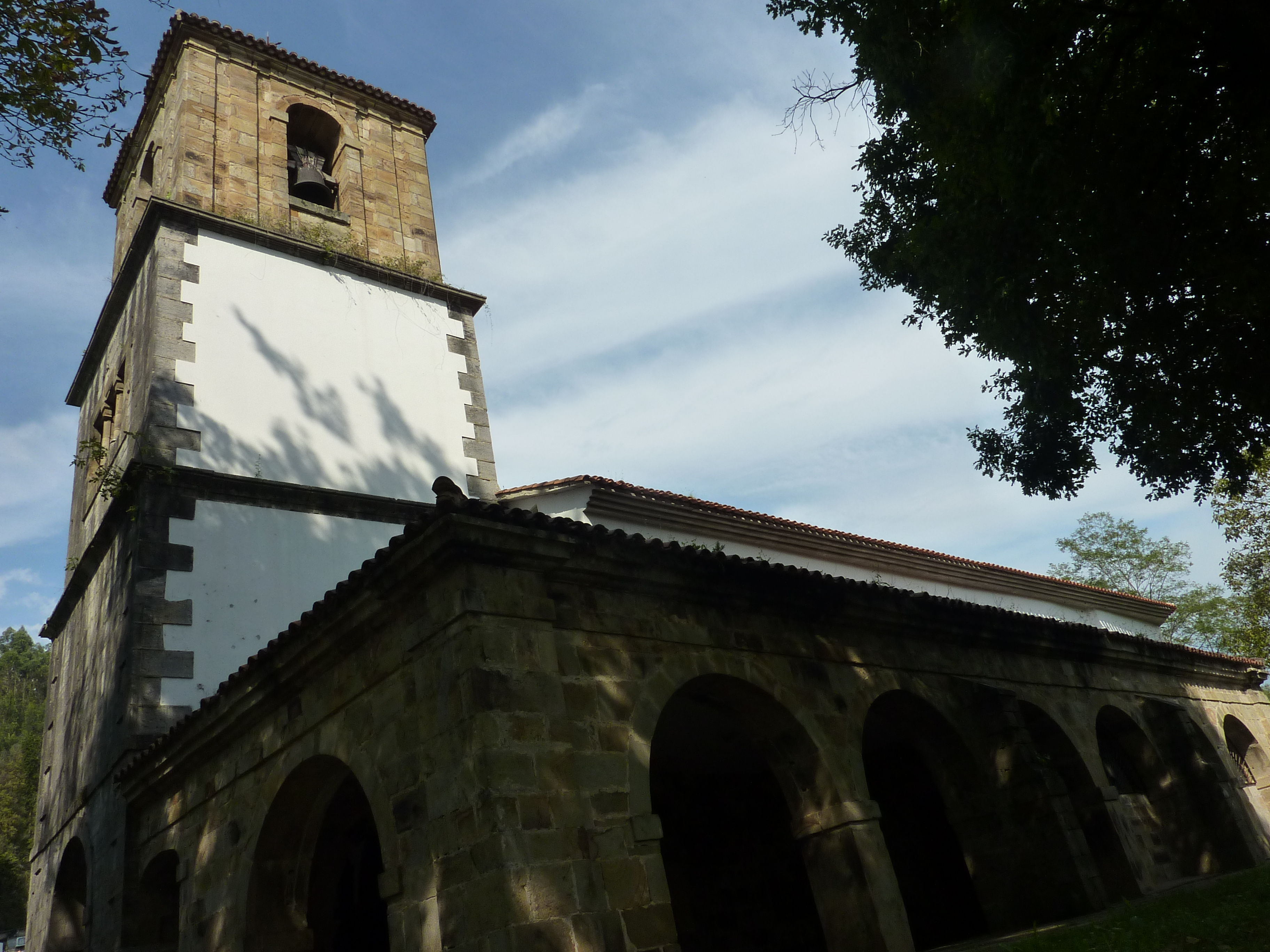
La iglesia de Santa Marina

La iglesia de Santa Marina está declarada bien de interés cultural.

## Premios a la localidad
La localidad de Udalla fue galardonada con el Premio Pueblo de Cantabria en 2009.

| Predecesor: Mazcuerras | Premio Pueblo de Cantabria 2009 | Sucesor: Tudes |